# Huliyūrdurga
Huliyūrdurga är en ort i Indien.   Den ligger i distriktet Tumkur och delstaten Karnataka, i den södra delen av landet, 1 800 km söder om huvudstaden New Delhi. Huliyūrdurga ligger 720 meter över havet och antalet invånare är 8 399.
Terrängen runt Huliyūrdurga är platt. Runt Huliyūrdurga är det tätbefolkat, med 530 invånare per kvadratkilometer. Det finns inga andra samhällen i närheten. Trakten runt Huliyūrdurga består till största delen av jordbruksmark.